# 부천시 소사구의 국회의원

## 행정구역 변천
- 1988년 1월 1일 경기도 부천시 남구 설치
- 1993년 2월 1일 남구가 소사구로 개칭
- 2016년 7월 4일 책임읍면동제 시행으로 소사구 폐지
- 2024년 1월 1일 경기도 부천시 소사구 설치

## 부천시 소사구의 역대 국회의원
| 대수   | 이름           | 소속정당     | 임기                              | 선거구역                                        |
| ------ | -------------- | ------------ | --------------------------------- | ----------------------------------------------- |
| 제13대 | 최기선(崔箕善) | 통일민주당   | 1988년 5월 30일 ~ 1992년 5월 29일 | 부천시 남구 일원                                |
| 제14대 | 박규식(朴圭植) | 민주당       | 1992년 5월 30일 ~ 1996년 5월 29일 | 부천시 남구 일원                                |
| 제15대 | 김문수(金文洙) | 신한국당     | 1996년 5월 30일 ~ 2000년 5월 29일 | 부천시 소사구 일원                              |
| 제16대 | 김문수(金文洙) | 한나라당     | 2000년 5월 30일 ~ 2004년 5월 29일 | 부천시 소사구 일원                              |
| 제17대 | 김문수(金文洙) | 한나라당     | 2004년 5월 30일 ~ 2006년 4월 24일 | 부천시 소사구 일원                              |
| 제17대 | 차명진(車明進) | 한나라당     | 2006년 7월 27일 ~ 2008년 5월 29일 | 부천시 소사구 일원                              |
| 제18대 | 차명진(車明進) | 한나라당     | 2008년 5월 30일 ~ 2012년 5월 29일 | 부천시 소사구 일원                              |
| 제19대 | 김상희(金相姬) | 민주통합당   | 2012년 5월 30일 ~ 2016년 5월 29일 | 부천시 소사구 일원                              |
| 제20대 | 김상희(金相姬) | 더불어민주당 | 2016년 5월 30일 ~ 2020년 5월 29일 | 부천시 소사구 일원                              |
| 제22대 | 이건태(李建台) | 더불어민주당 | 2024년 5월 30일 ~                 | 부천시 병: 원미구 송내1동, 송내2동, 소사구 일원 |

## 같이 보기
- 부천시 남구 (선거구)
- 부천시 소사구 (선거구)
- 부천시 병
- 부천시의 국회의원
- 부천시 원미구의 국회의원
- 부천시 오정구의 국회의원